# S-Bahn v Drážďanech

Mapa sítě. Hlavním přestupním uzlem mezi všemi linkami je hlavní nádraží (Dresden Hauptbahnhof)

S-Bahn v Drážďanech zajišťuje dopravu do vzdálenějších oblastí města a do příměstských obcí. Doplňuje tak tramvajovou síť, sloužící hlavně pro městskou a regionální dopravu na kratší až střední vzdálenosti.
Systém byl zřízen roku 1973, jedná se o malou síť tří linek, které jsou značené S1 až S3. Jeho síť je dlouhá 128 km a cestující mohou využít 48 stanic (ze kterých je 17 na území města Dráždan). Do provozu jsou nasazované vratné soupravy s jednou elektrickou lokomotivou (na lince S1 obvykle ř. 146, na linkách S2 a S3 ř. 143) a s až pěti dvoupodlažními vozy. Provozovatelem všech linek je Deutsche Bahn.